# Canadian Open 1979 (Badminton)
Die Canada Open 1979 im Badminton fanden Ende Oktober 1979 in Calgary statt.

## Finalergebnisse
| Disziplin    | Sieger                           | Finalist                     | Ergebnis          |
| ------------ | -------------------------------- | ---------------------------- | ----------------- |
| Herreneinzel | Morten Frost                     | Flemming Delfs               | 15-7, 14-17, 15-7 |
| Dameneinzel  | Fumiko Tookairin                 | Verawaty Wiharjo             | 5-11, 11-7, 12-9  |
| Herrendoppel | Christian Hadinata Ade Chandra   | Morten Frost Flemming Delfs  | 15-5, 15-1        |
| Damendoppel  | Imelda Wiguna Verawaty Wiharjo   | Mikiko Takada Atsuko Tokuda  | 7-15, 15-12, 15-7 |
| Mixed        | Christian Hadinata Imelda Wiguna | Ade Chandra Verawaty Wiharjo | 15-6, 15-1        |